# Soundies

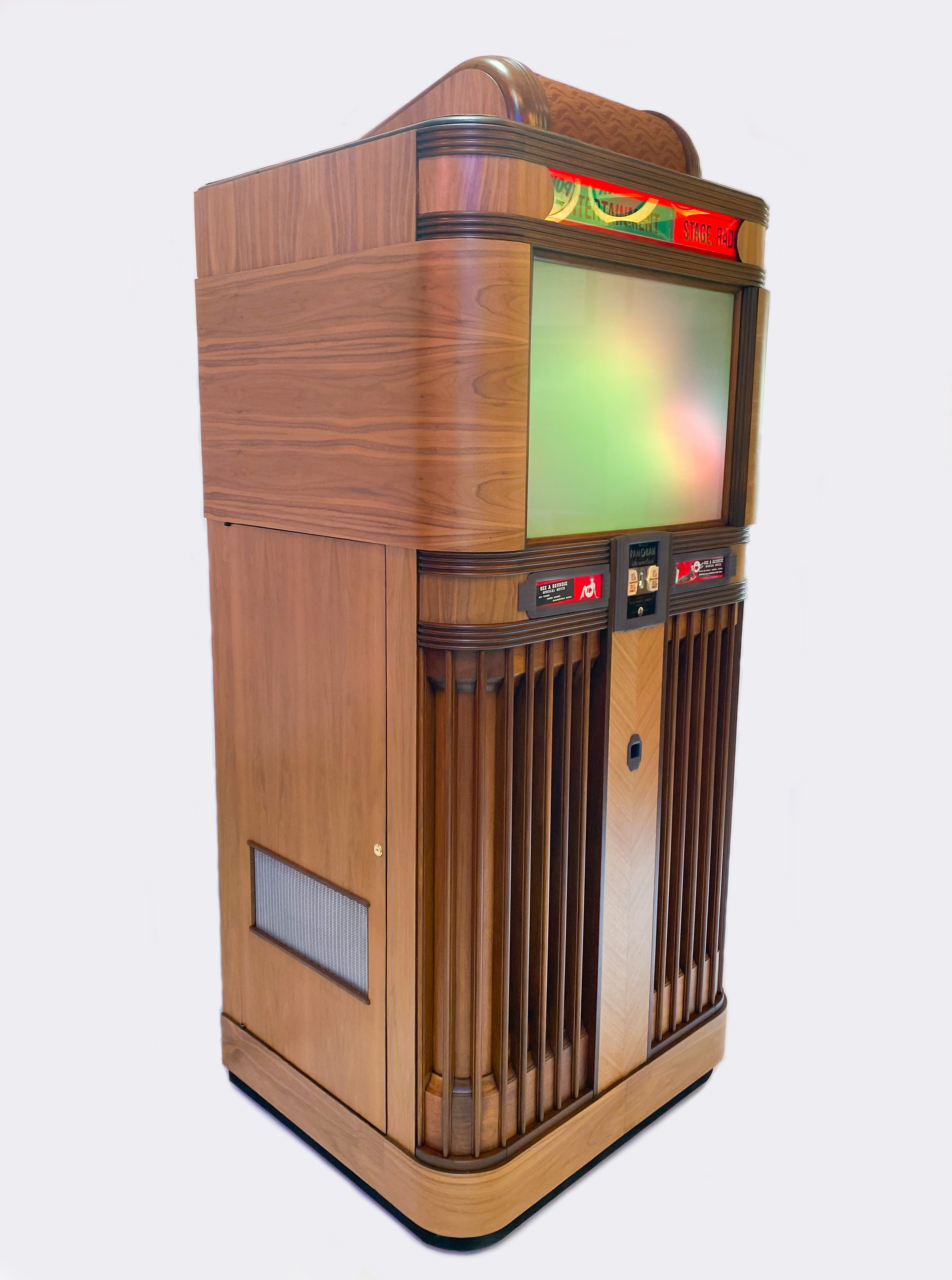
Mills Panoram Jukebox

Soundies waren kurze Musikfilme (aber auch komödiantische Sketche), die zwischen Januar 1941 und 1947 in den USA produziert wurden und als Vorläufer des Musikvideos der 1980er Jahre gelten können. Sie wurden auf Filmrollen zu jeweils acht Filmen zusammengestellt, die ausschließlich auf speziellen Film-Jukeboxen abgespielt werden konnten. Nach Einwurf von 10 Cent wurde ein Soundie über eine Reihe von Spiegeln auf einen großen Bildschirm im oberen Bereich der Box projiziert.
Mit den Experimenten der Ingenieure Orlando E. Kellum und Lee de Forest, die Anfang der 1920er-Jahre Techniken der Bild-Ton-Kopplung im Film entwickelten und eine Reihe von Musikfilmen produzierten, entstanden erste Musikkurzfilme wie Noble Sissle and Eubie Blake Sing Snappy Songs und Ben Bernie and All the Lads.  Gegenstand der späteren Soundies waren alle Arten von Musik, von klassischer Musik über Country bis Bigband-Swing. Häufig gab es auch Tanzeinlagen. Beispiele von Musikern, die Soundies drehten, sind Fats Waller, Lena Horne, Count Basie, Cab Calloway, Duke Ellington, Louis Armstrong, Meade Lux Lewis, Jimmy Dorsey, Kay Starr, Doris Day, Dorothy Dandridge, Anita O’Day, Gene Krupa, Nat King Cole. Insgesamt wurden über 1800 solche Soundies produziert. Sie sind eine wichtige Quelle für Film- und Bildmaterial insbesondere zu afroamerikanischen Jazzmusikern, die sonst kaum dokumentiert sind. Zahlreiche Soundies sind in Video-Kompilationen neu veröffentlicht worden.
Die meistverbreitete Jukebox zum Abspielen dieser Filme  war die Panoram der Mills Novelty Company in Chicago, einer führenden Jukebox-Herstellerfirma, die die Geräte in Gaststätten, Bars, Raststätten und Nachtclubs aufstellen ließ.
Es gab zwei Haupt-Produktionsfirmen: Soundies Distributing Corporation of America und RCM Soundies. RCM (Roosevelt, Coslow, Mills) wurde 1940 unter Beteiligung von James Roosevelt, dem Sohn des US-Präsidenten, in Chicago gegründet. Musikalischer Leiter war ab 1942 der Komponist und Arrangeur Hal Borne.
Nachfolger der Soundies waren die Snader Telescriptions des Immobilien- und TV-Unternehmers Louis D. Snader in Kalifornien, der 1951/52 drei- bis fünfminütige Musikfilme als Pausenfüller in Fernsehsendungen einführte. In den 1960er Jahren wurde in Frankreich mit Scopitone erfolgreich ein ähnliches System etabliert.